# 6562 Takoyaki
6562 Takoyaki (1991 VR3) là một tiểu hành tinh vành đai chính được phát hiện ngày 9 tháng 11 năm 1991 bởi M. Yanai và K. Watanabe ở Kitami.